# 中村敏射
中村 敏射（なかむら ゆきや、男性、1988年1月2日 - ）は、日本のキックボクサー。東京都出身。プライアナンジム所属。元WPMF世界スーパーフェザー級王者。
2009年3月にリングネームを中村元気から中村敏射（本名）に変更した。タイでのリングネームはナカムラ・オーピリヤピンヨーとなっている。

## 来歴
小学生の時に日本拳法を学び、その後空手を始める。中学生からキックボクシングを学び始める。
2004年2月、16歳でR.I.S.E.でデビューを果たした。
2008年11月25日、タイのルンピニー・スタジアムで行なわれた「スッグ・ペットインディー」のWPMF世界スーパーフェザー級王座決定戦でクリス・ソーワラピンと対戦し、3-0の判定勝ちを収め王座に就いた。
2010年2月26日、1DAYトーナメント「ムエタイマラソン」の1回戦でアレックス・ムーノス、準決勝でクリス・フォスターを破り決勝戦へ進出。決勝ではプロムエタイ協会バンタム級王者ガンワーンレック・ペッティンディーに破れるも準優勝を果たした。小林聡以来の日本人準優勝者となる。
2010年3月21日、M-1 FAIRTEX SINGHA BEERムエタイチャレンジ「NAI KANOMTOM vol.1」の初代M-1ライト級王座決定トーナメント準決勝で元全日本ライト級王者遠藤智史と対戦し、2-0の判定勝ちを収めた。
2011年4月24日、REBELS.7で元全日本フェザー級王者山本真弘と対戦し、判定1-1の引き分けとなった。

## 戦績
| キックボクシング 戦績 | キックボクシング 戦績 | キックボクシング 戦績 | キックボクシング 戦績 | キックボクシング 戦績 | キックボクシング 戦績 | キックボクシング 戦績 |
| --------------------- | --------------------- | --------------------- | --------------------- | --------------------- | --------------------- | --------------------- |
| 11 試合               | (T)KO                 | 判定                  | その他                | 引き分け              | 無効試合              |                       |
| 8 勝                  | 2                     | 4                     | 0                     | 1                     | 0                     |                       |
| 2 敗                  | 0                     | 1                     | 0                     | 1                     | 0                     |                       |

| 勝敗 | 対戦相手                           | 試合結果              | 大会名 | 開催年月日     |
| △    | 山本真弘                           | 5R終了 判定1-1        | REBELS.7 | 2011年4月24日  |
| ○    | 遠藤智史                           | 3R終了 判定2-0        | M-1 FAIRTEX SINGHA BEERムエタイチャレンジ「NAI KANOMTOM vol.1」 【初代M-1ライト級王座決定トーナメント 準決勝】 | 2010年3月21日  |
| ×    | ガンワーンレック・ペッティンディー |                       | ムエタイマラソン 【決勝】                                                                                      | 2010年2月26日  |
| ○    | クリス・フォスター                 |                       | ムエタイマラソン 【準決勝】                                                                                    | 2010年2月26日  |
| ○    | アレックス・ムーノス               |                       | ムエタイマラソン 【1回戦】                                                                                     | 2010年2月26日  |
| ×    | TURBO                              | 3R終了 判定0-3        | R.I.S.E. 53 | 2009年3月29日  |
| ○    | クリス・ソーワラピン               | 5R終了 判定3-0        | スッグ・ペットインディー 【WPMFスーパーフェザー級王座決定戦】                                                  | 2008年11月25日 |
| ○    | デュラン・レンゾフ                 | 4R KO（左ハイキック） | World Championship MUAYTHAI                                                                                    | 2008年6月18日  |
| ○    | クック・ソークッカイ               | 5R終了 判定2-0        | M-1 日タイ修好120周年記念イベント 120th ANNIVERSARY OF JAPAN-THAILAND 〜MUAY THAI HEARTY SMILES〜              | 2007年9月24日  |
| ○    | 長崎秀哉                           | 3R終了 判定2-0        | J-NETWORK「J-FIGHT 10」                                                                                        | 2006年6月11日  |
| ○    | 新井義文                           | 2R 1:00 KO            | R.I.S.E. X | 2004年10月31日 |

## 獲得タイトル
- WPMF世界スーパーフェザー級王座